# Aram Abramian
Aram Jakowlewicz Abramian (ros. Арам Яковлевич Абрамян; ur. 19 grudnia?/31 grudnia 1898 w Tyflisie, zm. 13 stycznia 1990) – radziecki urolog narodowości ormiańskiej, Bohater Pracy Socjalistycznej.

## Życiorys
W 1924 ukończył studia na wydziale medycznym I Moskiewskiego Uniwersytetu Państwowego, pracował w klinice urolologicznej 2 Moskiewskiego Uniwersytetu Państwowego, w latach 1949-75 kierował kliniką urologii Moskiewskiego Regionalnego Klinicznego Instytutu Naukowo-Badawczego, od 1951 profesor i członek WKP(b) .

## Nagrody i odznaczenia
- Bohater Pracy Socjalistycznej (1969)[2] .
- Order Lenina (1969)

## Wybrane prace
- Prace z dziedziny urologii, w tym urologii dziecięcej[2] .